# Góra Bałdrzychowska-Kolonia
Góra Bałdrzychowska-Kolonia (prononciation [ˈɡura bau̯dʐɨˈxɔfska kɔˈlɔɲa]) est un village de la gmina de Poddębice, du powiat de Poddębice, dans la voïvodie de Łódź, situé dans le centre de la Pologne.
Il se situe à environ 7 kilomètres au sud de Poddębice (siège de la gmina et du powiat) et 37 kilomètres à l'ouest de Łódź (capitale de la voïvodie).

## Administration
De 1975 à 1998, le village était attaché administrativement à l'ancienne voïvodie de Sieradz.

Depuis 1999, il fait partie de la nouvelle voïvodie de Łódź.